# Omnium rerum principia parva sunt
 Omnium rerum principia parva sunt  лат. (изговор:  омнијум рерум принципија парва сунт). Свему су мали почеци. (Цицерон)

## Поријекло изреке
Изрекао римски државник и бесједник Марко Тулије Цицерон (лат. Marcus Tullius Cicero) (први вијек п. н. е.).

## Тумачење
Све почиње са малим и једноставним ка великом и сложеном. Један од  универзалних принципа кога су откривали још антички мислиоци па све  према Њутну, Ајнштајну...
Универзум почиње из једног, супер малог, невидљивог, можда и непостојећег,  органска једињења са  "неживим" атомима , живи организми из  давне, голим оком невидљиве праживотиње-ћелије, човјек из зигота- оплођене јајне ћелије, културта  (рад,држава,наука,умјетност...) из најобичнијег камена-алатке, сложени и нарасли модерни правни системи из једне обичајне пранорме која се бавила промискуитетом, слободан пад јабуке  објашњава сложену динамику кретања небеских тијела, сложена моторика трчања почиње ограниченим пужењем дијетета,  стабљика кукуруза са десетак клипова настаје из једног јединог зрна кукуруза...